# Werchnje Synjowydne
Werchnje Synjowydne (ukrainisch Верхнє Синьовидне; russisch Верхнее Синевидное/Werchneje Sinewidnoje, polnisch  Synowódzko Wyżne) ist eine Siedlung städtischen Typs im Rajon Stryj der Oblast Lwiw im Westen der Ukraine.

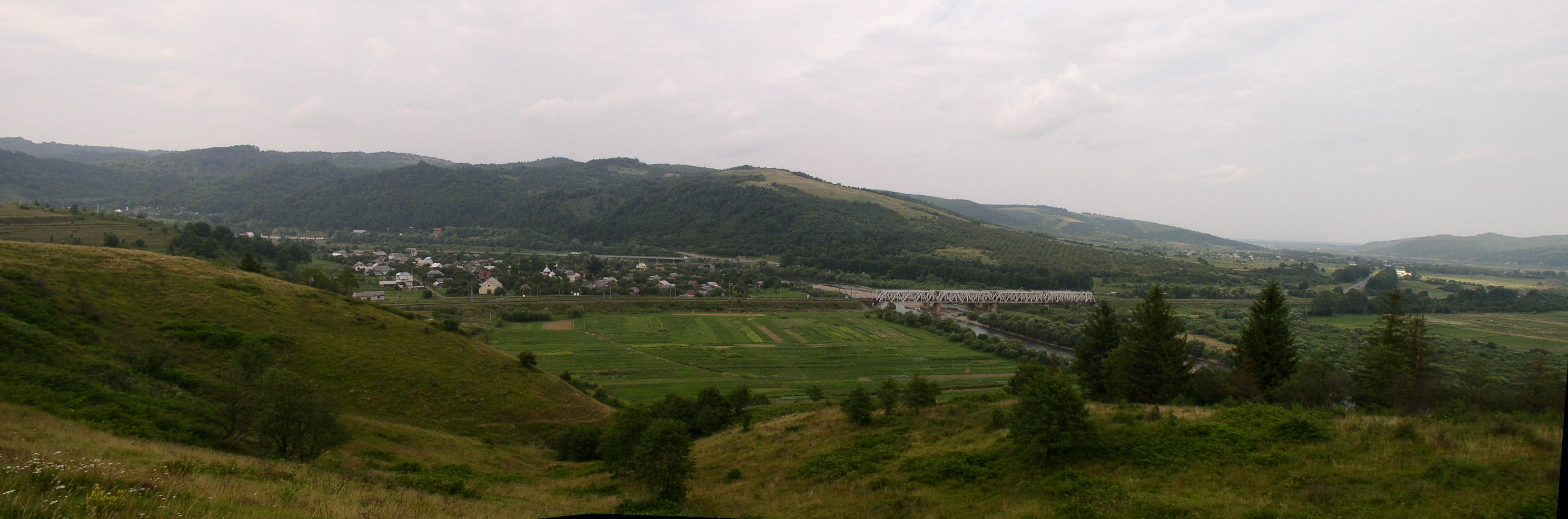
Blick auf den Ort

Die Siedlung liegt an der Mündung des Flüsschen Opir in den Stryj etwa 88 Kilometer südwestlich von Lemberg und etwa 9 Kilometer nordöstlich der ehemaligen Rajonshauptstadt Skole. Seit 2020 gehört sie zur Stadtgemeinde Skole, vorher war sie der Hauptort der gleichnamigen Siedlungsratsgemeinde Werchnje Synjowydne (Верхньосиньовидненська селищна рада/Werchnjosynjowydnenska selyschtschna rada) zu der auch die Dörfer Dubyna (Дубина) und Meschybrody (Межиброди) zählten. Gleichzeitig wechselte auch die Rajonszugehörigkeit vom Rajon Skole zum Rajon Stryj.

## Geschichte
Der Ort wurde 1561 zum ersten Mal schriftlich erwähnt und lag zunächst in der Adelsrepublik Polen-Litauen (in der Woiwodschaft Ruthenien), kam 1772 als Synowódzko Wyżne zum österreichischen Galizien und war ab 1918 bis 1939 ein Teil der Polnischen Republik (in der Gmina Synowódzko Wyżne, Powiat Stryj, Woiwodschaft Stanislau). Nach dem Ende des Zweiten Weltkrieges fiel der Ort an die Sowjetunion, seit 1991 ist er Teil der heutigen Ukraine. 1957 erhielt das nunmehr Werchneje Sinewidnoje/Werchnje Synjowydne genannte Dorf den Status einer Siedlung städtischen Typs.